# Geneeskundige Combinatie

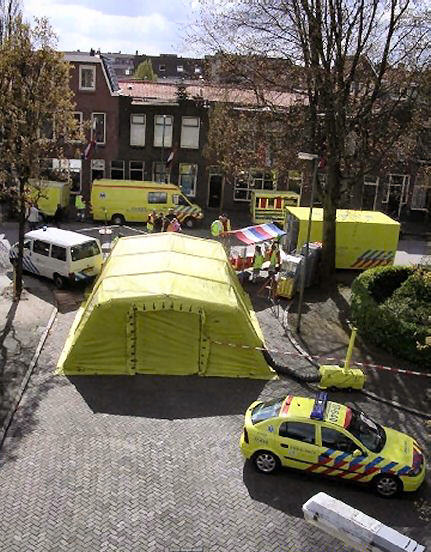
Opstelling van een Geneeskundige Combinatie tijdens een demonstratie

Een Geneeskundige Combinatie (Gnk-C) was tot 4 januari 2016 een onderdeel uit het arsenaal van de geneeskundige hulpverlening in Nederland. Inmiddels is deze voorziening opgevolgd door het concept van grootschalige geneeskundige bijstand (GGB).
De Gnk-C bestond uit een groep professionele en vrijwillige hulpverleners en hun hulpmiddelen die ingezet konden worden wanneer bij een ramp of groot ongeval de reguliere medische hulpverlening ontoereikend was. Een Geneeskundige Combinatie bestond in principe uit een Mobiel Medisch Team (MMT), een AMBU-team en een Snel Inzetbare Groep ter Medische Assistentie (SIGMA-team). Een Geneeskundige Combinatie werkte onder de verantwoordelijkheid van de Geneeskundige Hulpverlening bij Ongevallen en Rampen (GHOR) en stond onder aansturing van een Geneeskundig Officier van Dienst. In Nederland waren initieel 49 Gnk-C's actief die vanaf 2008 zijn teruggebracht naar 29. Iedere Veiligheidsregio beschikte over een Geneeskundige Combinatie, waarbij de regio's Zuid-Limburg, Rotterdam-Rijnmond, Midden & West Brabant, Kennemerland en Noord-Oost Gelderland over een extra combinatie beschikten, gelet op het risicoprofiel van die regio of het grote gebied. Het materiaal van de gedeactiveerde Gnk-C is afgestoten door Domeinen.

## Onderdelen
Een Geneeskundige Combinatie bestond uit meerdere onderdelen. Het Mobile Medisch Team en de Snel Inzetbare Groep ter Medische Assistentie konden ook als zelfstandige eenheid worden ingezet. Voor de MMT's geldt dat nog steeds. Zo worden de vier Nederlandse MMT's vrijwel dagelijks per helikopter ingezet bij ernstige ongevallen. De inmiddels opgeheven SIGMA-teams konden zelfstandig worden ingezet wanneer men een groot aantal lichtgewonden verwachtte waarbij voor de behandeling de deskundigheid van een verpleegkundige niet vereist was.

### Mobiel Medisch Team
Het MMT levert tijdens een ramp een arts die uitgebreide medische handelingen kan verrichten. Een arts mag meer medische handelingen uitvoeren en zwaardere medicijnen toedienen dan ambulanceverpleegkundigen.

### AMBU-team
Het AMBU-team bestond uit twee ambulanceverpleegkundigen en twee ambulancechauffeurs. De taak van de leden van dit team was, binnen de setting van de Gnk-C, het stabiliseren van de vitale functies van de slachtoffers zodat zij per ambulance vervoerd kunnen worden naar een traumacentrum of regulier ziekenhuis.

### SIGMA-team
Een SIGMA-team bestond uit speciaal opgeleide vrijwilligers van voornamelijk het Nederlandse Rode Kruis. De taak van het team was de andere onderdelen van de Geneeskundige Combinatie op logistiek en medisch gebied te ondersteunen. De leden van dit team verzorgden waar nodig een gewondennest en zorgden voor voldoende medische hulpmiddelen. Daarnaast voerden zij medische handelingen uit onder toezicht van de AMBU-team leden.

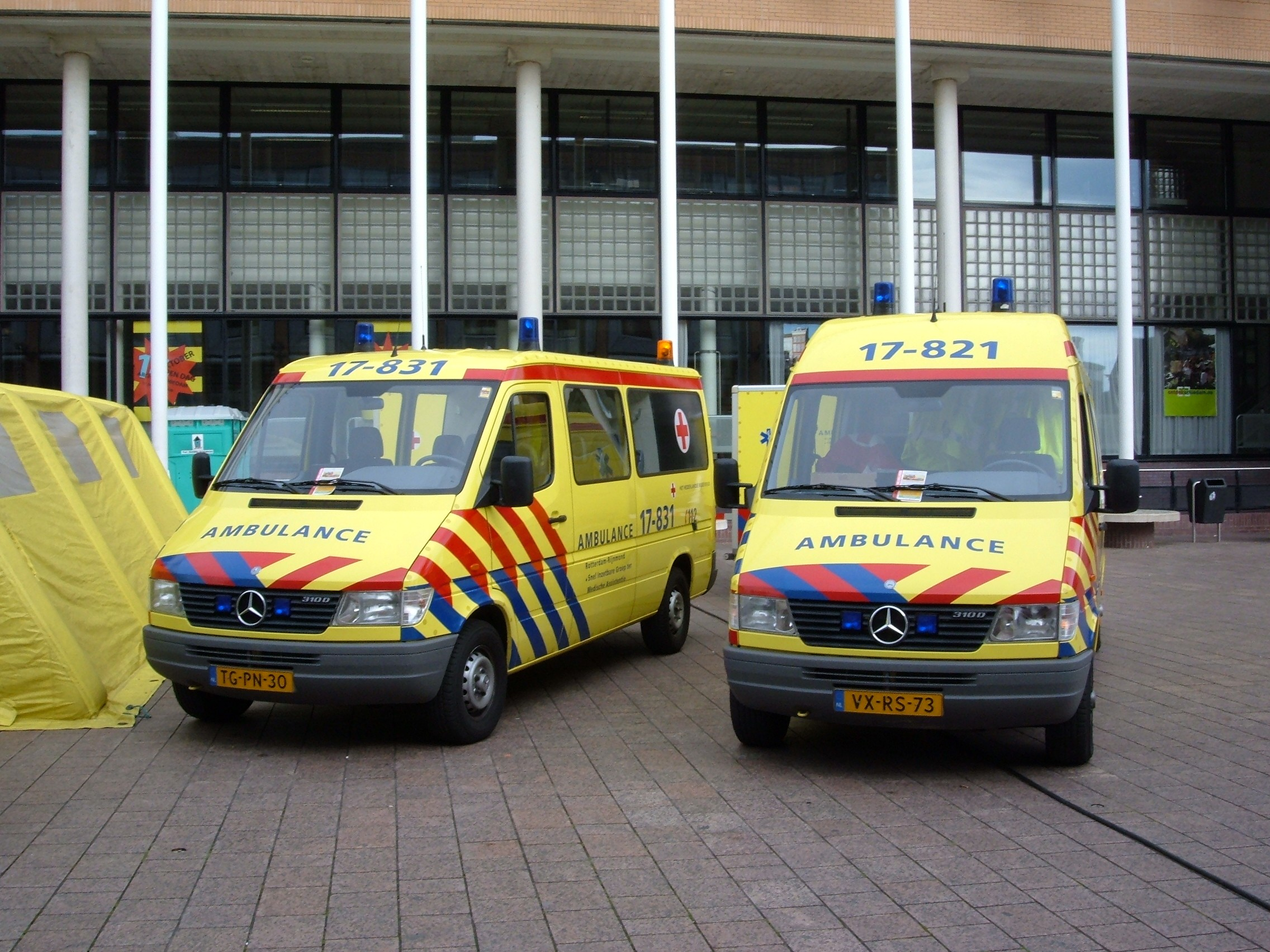
Voertuigen van de Geneeskundige Combinatie

## Uitrusting
De uitrusting van de Geneeskundige Combinatie werd verzorgd door het SIGMA-team en bestond in grote lijnen uit een tent waarin een gewondennest kon worden ingericht, verschillende brancards en koffers met medische hulpmiddelen.
Het AMBU- en SIGMA-team en al het materiaal werden vervoerd in twee Mercedes-Benz-bestelwagens met aanhangers. Daarnaast beschikte iedere Combinatie over een haakarmbak met aanvullende voorraad hulpmiddelen.
De uitrusting van de Combinaties werd door het Ministerie van Binnenlandse Zaken beschikbaar gesteld aan de Geneeskundige Hulpverlening bij Ongevallen en Rampen.

## Inzet
Vanaf het moment van alarmering kostte het in principe een uur om de Combinatie ter plaatse inzetbaar te hebben. Binnen dit uur gingen de verschillende leden naar een opkomstlocatie, verplaatsten zij zich naar de ongevals- of ramplocatie en zetten zij waar nodig een gewondennest op. Om deze reden werd een Geneeskundige Combinatie alleen ingezet als de situatie daar werkelijk om vroeg. Deze inschatting kon door de meldkamer gemaakt worden of door een Geneeskundig Officier van Dienst. 
Naast inzetten als gevolg van een ramp of groot ongeval konden een Combinatie of onderdelen daarvan voorwaardenscheppend worden ingezet. Dit houdt in dat een team stand-by was op de opkomstplaats of in de buurt van een potentiële ongevalslocatie. Een dergelijke inzet vond bijvoorbeeld plaats tijdens de Red Bull Air Race op 12 juni 2005 in Rotterdam. 
Zodra een Combinatie daadwerkelijk ingezet werd, werden de leden van een tweede Combinatie opgeroepen naar de opkomstlocatie om stand-by te zijn wanneer de inzet van één Combinatie onvoldoende bleek. Zodra de tweede Combinatie uitrukt werd een derde team opgeroepen enzovoorts. 
Jaarlijks werden regelmatig SIGMA-teams ingezet. Dit ging in bijna alle gevallen om voorwaardenscheppende inzetten. Het aantal keren dat een Gnk-C is ingezet om grote hoeveelheden slachtoffers te behandelen is zeer beperkt. Voorbeelden van zo'n inzet zijn, het mistongeluk in Zeeland in 2014, de Vuurwerkramp in Enschede op 13 mei 2000, de cafébrand in Volendam tijdens de nacht van 1 januari 2001 en de extreem warme Nijmeegse Vierdaagse in juli 2006. 